# Julius Maus
Friedrich Julius Maus (* 10. Dezember 1906 in Immenhausen; † 8. September 1934 im Nordatlantik) war ein deutscher Radsportler.

## Biografie
Julius Maus, der in den Vereinigten Staaten lebte, nahm an den Olympischen Sommerspielen 1932 in Los Angeles teil. Im Einzelzeitfahren über 100 km belegte er mit einer Zeit von 2:45:15 h den 30. Rang und in der Mannschaftswertung den achten und letzten Platz.
Maus war auf dem Kreuzfahrtschiff Morro Castle als Liftboy für die Besatzungsmitglieder tätig. Als das Schiff am 8. September 1934 wegen eines Feuers sank, ertrank Maus im Nordatlantik.